# まちこさんと岡本くんの土曜はギューッと
まちこさんと岡本くんの土曜はギューッと（まちこさんとおかもとくんのどようはギューッと）は、長崎県のNBCラジオと、佐賀県のNBCラジオ佐賀で土曜日の午前中に生放送されていたワイド番組。

## 概要
2017年4月以降、NBCラジオの番組では唯一長崎本社スタジオと佐賀のスタジオを結んで番組を進行していた。
なお、2012年4月より長崎エリアにおいて、土曜日正午から吉田眞知子が出演する生放送番組『まち子さんと午後もギューッと』が開始され（2014年3月に放送終了）、長崎においては事実上通算約5時間の長大ワイド番組となっていた。
2020年3月28日を以て放送を終了した。

## 放送時間
- 毎週土曜日9:00～11:35
  - （参考）『集まれ!飛び出せ!団塊フレンズ』…毎週土曜日12:00～13:50

## 出演者
- 吉田眞知子（長崎本社スタジオ）
- 岡本憲明（佐賀スタジオ）